# 루스템 카자코프
루스템 아브둘라예비치 카자코프(러시아어: Русте́м Абдулла́евич Казако́в, 1947년 1월 2일~)는 소련의 레슬링 선수이다. 1972년 하계 올림픽 레슬링 그레코로만형 밴텀급 부문에서 금메달을 획득했다. 또한 세계 선수권 대회에서 2회 우승을 차지했다.